# Andreas Stübel
Andreas Stübel (auch: Stiefel), (* 15. Dezember 1653 in Dresden; †  31. Januar 1725 in Leipzig) war ein deutscher Theologe, Pädagoge und Philosoph.

## Leben
Stübel wurde 1653 in Dresden als Sohn eines Gastwirts geboren. Seit 1668 besuchte er die königlich sächsische Fürstenschule zu Meißen. Nach dem Abitur studierte er Philosophie, Philologie und Theologie an der Universität Leipzig. Im Jahr 1674 erhielt er den Baccalaureus und 1676 den Magister für Philosophie. Danach arbeitete er als Hauslehrer. Seit 1682 war er Tertius an der Leipziger Nikolaischule. Er wurde 1684 Konrektor. Im Jahr 1687 wurde er Baccalaureus der Theologie und Privatdozent an der Leipziger Universität. Schon 1697 wurde er wegen theologischen Fragen des Amtes enthoben. Stübel starb 1725 in Leipzig.

## Werke (Auszug)
- Neues Leipziger Wörterbuch (1703)